# 87. Infanterie-Division (Wehrmacht)
La 87. Infanterie-Division fu una divisione dell'esercito tedesco attiva durante la seconda guerra mondiale, venne formata nel 1939, partecipò alla Campagna di Francia e combatté lungo il Fronte Orientale per poi ritirarsi fino in Curlandia dove si arrese.

## Storia
La divisione fu istituita il 26 agosto 1939 ad Altenburg. All'inizio della guerra, la divisione fu trasferita nell'Eifel e presso la zona di Kyllberg per proteggere il confine. Il 10 maggio 1940, la divisione attraversò il confine belga vicino a Eupen e marciò combattendo da Malmedy fino all'area di Albert, successivamente marciò verso Parigi e la occupò il 14 giugno; la divisione rimase in Francia come forza di occupazione fino alla fine di luglio. Il 14 ottobre 1940 un terzo della divisione fu ceduto alla 319. Infanterie-Division.
Alla fine di marzo 1941 la divisione fu trasferita in Prussia orientale, da dove prese parte all'Operazione Barbarossa, infatti il 22 giugno avanzò nell'area di Suwalki e Vilna, prese parte alla battaglia di Bialystock e poi avanzò nell'area a nord di Smolensk. All'inizio di ottobre 1941 la divisione prese parte all'offensiva su Mosca, e si fece strada attraverso Vjazma, Gshatsk, Mohaisk, Rusa e Zvenigrod fino alla foce dell'Istra, qui la divisione fu colpita dall'offensiva invernale russa e ricacciata nella posizione di Rusa e dopo ulteriori battaglie difensive, all'inizio di marzo 1942, tornò alla posizione di Gshatsk. Dal giugno 1942 al febbraio 1943, la divisione combatté nell'area di Rzhev e dopo averla liberata si spostò su Ssychevka e Dorogobush, dove combatté vicino a Welish da luglio a ottobre 1943 e poi si ritirò tra Kamenki a Vitebsk, dove rimase fino all'estate del 1944, quando il 22 giugno 1944 scoppiò l'offensiva estiva dell'Armata Rossa, la divisione difese la zona vicino Polotsk. L'avanzata sovietica costrinse la divisione a ritirarsi a ovest del Daugava. Nell'agosto e nel settembre 1944 la divisione combatté in Estonia, ad ottobre si ritirò attraverso il fiume Riga in Curlandia, dove la divisione prese parte a tutte e sei le battaglie di Curlandia e si arrese alla fine della guerra.

## Ordine di battaglia
87. Infanterie-Division 1939:
Infanterie-Regiment 173
Infanterie-Regiment 185
Infanterie-Regiment 187
Artillerie-Regiment 187
Pionier-Bataillon 187
Panzerabwehr-Abteilung 187
Aufklärungs-Abteilung 187
Infanterie-Divisions-Nachrichten-Abteilung 187
Infanterie-Divisions-Nachschubführer 187
87. Infanterie-Division 1944:
Grenadier-Regiment 173
Grenadier-Regiment 185
Grenadier-Regiment 187
Füsilier-Bataillon 87
Pionier-Bataillon 187
Feldersatz-Bataillon 187
Panzerjäger-Abteilung 187
Infanterie-Divisions-Nachrichten-Abteilung 187
Infanterie-Divisions-Nachschubführer 187

## Decorazioni
Molti soldati della 87. Infanterie-division furono premiati per le loro azioni in guerra:
- Croce Tedesca
  - in oro: 42
- Croce di Cavaliere della croce di ferro: 16
  - Croce di Cavaliere con foglie di quercia: 2

- Distintivo per combattimenti ravvicinati:
  - in bronzo: 2
  - in argento: 1
  - in oro: 2

## Comandanti
Generalleutnant Bogislav von Studnitz (26 agosto 1939 - 17 febbraio 1942)
General der Artillerie Walther Lucht (17 febbraio 1942 - 1º marzo 1942)
Generalleutnant Bogislav von Studnitz (1º marzo 1942 - 22 agosto 1942)
Generalleutnant Werner Richter (22 agosto 1942 - 1º febbraio 1943)
General der Artillerie Walter Hartmann (1º febbraio 1943 - 22 novembre 1943)
Generalleutnant Mauritz Freiherr von Strachwitz (22 novembre 1943 - agosto 1944)
Generalleutnant Gerhard Feyerabend (agosto 1944 - settembre 1944)
Generalmajor Helmuth Walter (settembre 1944 - 16 gennaio 1945)
Generalleutnant Mauritz Freiherr von Strachwitz (16 gennaio 1945 - 8 maggio 1945)